# آرتور یوسپاشایان
آرتور یوسپاشایان (ارمنی: Արթուր Յուսպաշյան؛ زادهٔ ۷ سپتامبر ۱۹۸۹) یک بازیکن فوتبال در پست هافبک اهل ارمنستان است. وی در حال حاضر در باشگاه فوتبال گاندزاسار کاپان عضویت دارد.

## باشگاهی
از باشگاه‌هایی که در آن بازی کرده‌است می‌توان به پیونیک و گاندزاسار کاپان اشاره کرد.

## تیم ملی
وی همچنین در زیر ۱۹ سال ارمنستان، زیر ۲۱ سال ارمنستان و تیم ملی فوتبال ارمنستان بازی کرده‌است. یوسپاشایان نخستین بازی ملی خود را که یک بازی دوستانه بود در تاریخ ۲۵ مه ۲۰۱۰ در ایروان در مقابل ازبکستان انجام داده‌است.

## زندگی خصوصی
آرتور یوسپاشایان و همسرش در تاریخ ۵ فوریه ۲۰۱۳ صاحب پسری به نام Adrian شدند.